# Caius Iulius Antiochus Epiphanes Philopappus

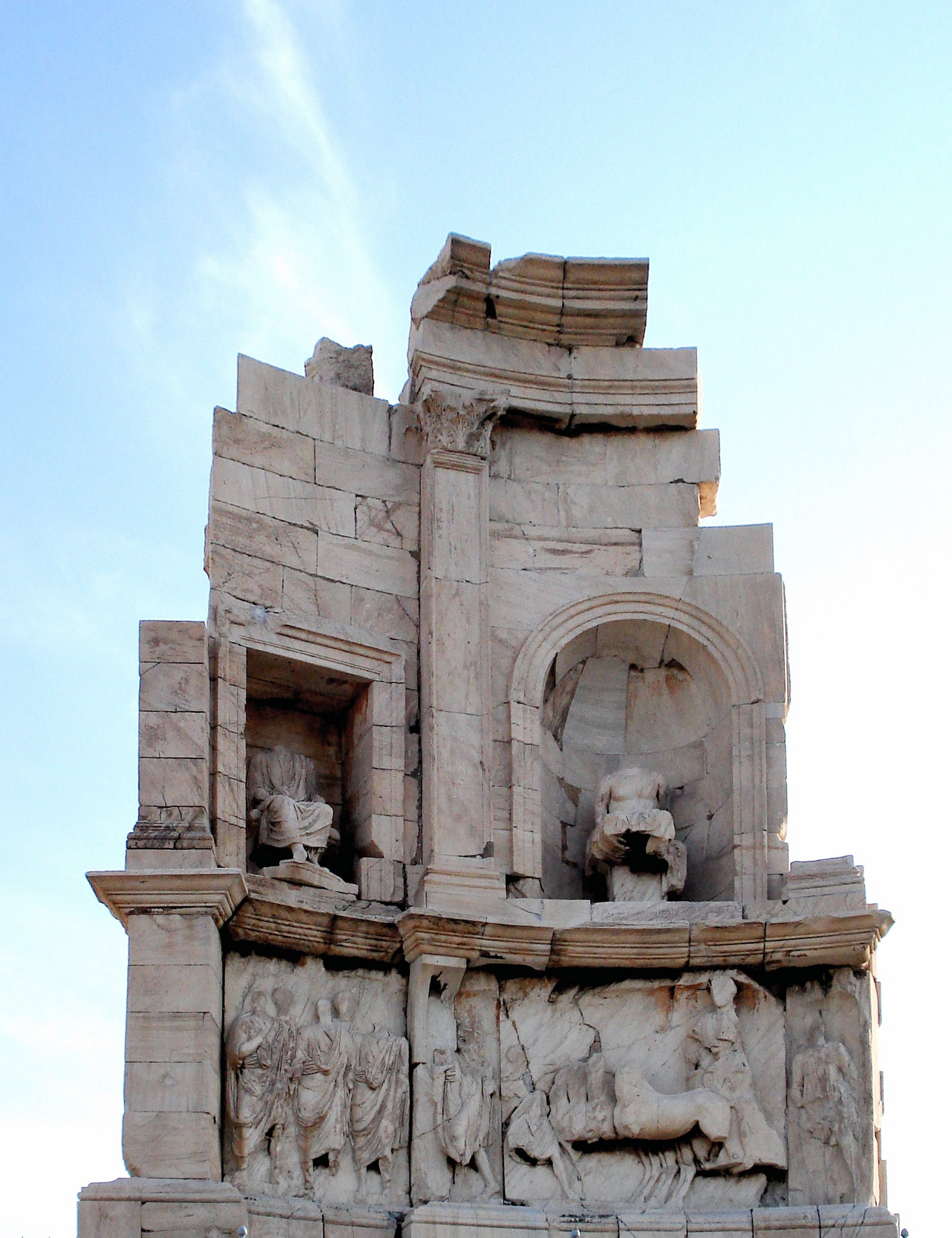
Monument de Philopappos, à Athènes.

Caius Julius Antiochus Epiphanes Philopappus, dit Philopappos (né au plus tard en 70 - mort vers 114/116, et avant 118), est un sénateur romain ayant une ascendance royale de Commagène, consul suffect en 109 sous le règne de Trajan.

## Famille
Il est le fils du prince grec Caius Julius Archelaus Antiochus Epiphanes, de la dynastie des princes de Commagène, et le petit-fils du dernier roi de Commagène, Antiochos IV (Gaius Julius Antiochos IV Épiphane) et de Iotopa (probablement Iotapé de Commagène, sœur de Antiochos IV (?)).
Sa mère est Claudia Capitolina, fille de Tiberius Claudius Balbilus (3-79), éminent savant, politicien et astrologue romain sous les empereurs romains Claude à Vespasien, préfet d'Égypte de Néron de 55 à 59. 
Ses arrière-grands-parents par Balbilus sont Thrasylle de Mendès et Aka II de Commagène, une princesse du royaume de Commagène et arrière-petite-fille de Antiochos Ier de Commagène.
Il est le frère de la poétesse Julia Balbilla, qui compose son épitaphe.

## Biographie
La famille en disgrâce sous les derniers empereurs flaviens s'exile à Athènes, où elle retrouve la prospérité : Philopappos vit la plus grande partie de sa vie à Athènes, où il se distingue comme chorège, c'est-à-dire producteur de spectacles de musique et danse, et comme agonothète, c'est-à-dire organisateur de concours grecs-athlétiques, théâtraux, etc.
Il est consul suffect en 109 sous le règne de Trajan ainsi que membre du collège des Frères Arvales. Il reste célèbre pour le monument élevé à sa mémoire par sa sœur à Athènes, dont il était le bienfaiteur, vers 114-119, à sa mort. Les sculptures montrent Philopappos en compagnie du roi Antiochos IV, son aïeul. Dans la partie inférieure du monument est représenté un cortège triomphal.

## Arbre généalogique

### Généalogie ascendante
|  |  |  |  |                                |                                |                                |                                | Antiochos III de Commagène (roi de 12 à 17) | Antiochos III de Commagène (roi de 12 à 17) | Antiochos III de Commagène (roi de 12 à 17) | Antiochos III de Commagène (roi de 12 à 17) | Antiochos III de Commagène (roi de 12 à 17)                    | Antiochos III de Commagène (roi de 12 à 17)                    |                                                                |                                                                |                                                                |                                                                |  |  |              |              |              |              |                                              |                                              | Aka II de Commagène (it)                     | Aka II de Commagène (it)                     | Aka II de Commagène (it)                              | Aka II de Commagène (it)                              | Aka II de Commagène (it)                              | Aka II de Commagène (it)                              |                                                       |                                                       |  |  |                                                |                                                | Tiberius Claudius Thrasyllus                   | Tiberius Claudius Thrasyllus                   | Tiberius Claudius Thrasyllus                   | Tiberius Claudius Thrasyllus                   | Tiberius Claudius Thrasyllus | Tiberius Claudius Thrasyllus |
|  |  |  |  |                                |                                |                                |                                | Antiochos III de Commagène (roi de 12 à 17) | Antiochos III de Commagène (roi de 12 à 17) | Antiochos III de Commagène (roi de 12 à 17) | Antiochos III de Commagène (roi de 12 à 17) | Antiochos III de Commagène (roi de 12 à 17)                    | Antiochos III de Commagène (roi de 12 à 17)                    |                                                                |                                                                |                                                                |                                                                |  |  |              |              |              |              |                                              |                                              | Aka II de Commagène (it)                     | Aka II de Commagène (it)                     | Aka II de Commagène (it)                              | Aka II de Commagène (it)                              | Aka II de Commagène (it)                              | Aka II de Commagène (it)                              |                                                       |                                                       |  |  |                                                |                                                | Tiberius Claudius Thrasyllus                   | Tiberius Claudius Thrasyllus                   | Tiberius Claudius Thrasyllus                   | Tiberius Claudius Thrasyllus                   | Tiberius Claudius Thrasyllus | Tiberius Claudius Thrasyllus |
|  |  |  |  |                                |                                |                                |                                |                                             |                                             |                                             |                                             |                                                                |                                                                |                                                                |                                                                |                                                                |                                                                |  |  |              |              |              |              |                                              |                                              |                                              |                                              |                                                       |                                                       |                                                       |                                                       |                                                       |                                                       |  |  |                                                |                                                |                                                |                                                |                                                |                                                |                              |                              |
|  |  |  |  |                                |                                |                                |                                |                                             |                                             |                                             |                                             |                                                                |                                                                |                                                                |                                                                |                                                                |                                                                |  |  |              |              |              |              |                                              |                                              |                                              |                                              |                                                       |                                                       |                                                       |                                                       |                                                       |                                                       |  |  |                                                |                                                |                                                |                                                |                                                |                                                |                              |                              |
|  |  |  |  |                                |                                |                                |                                |                                             |                                             |                                             |                                             |                                                                |                                                                |                                                                |                                                                |                                                                |                                                                |  |  |              |              |              |              |                                              |                                              |                                              |                                              |                                                       |                                                       |                                                       |                                                       |                                                       |                                                       |  |  |                                                |                                                |                                                |                                                |                                                |                                                |                              |                              |
|  |  |  |  | Iotape de Commagène            | Iotape de Commagène            | Iotape de Commagène            | Iotape de Commagène            | Iotape de Commagène                         | Iotape de Commagène                         |                                             |                                             | Antiochos IV de Commagène roi de 38 à 72                       | Antiochos IV de Commagène roi de 38 à 72                       | Antiochos IV de Commagène roi de 38 à 72                       | Antiochos IV de Commagène roi de 38 à 72                       | Antiochos IV de Commagène roi de 38 à 72                       | Antiochos IV de Commagène roi de 38 à 72                       |  |  | Capitolina ? | Capitolina ? | Capitolina ? | Capitolina ? | Capitolina ?                                 | Capitolina ?                                 |                                              |                                              | Tiberius Claudius Balbilus Préfet d'Égypte de 55 à 59 | Tiberius Claudius Balbilus Préfet d'Égypte de 55 à 59 | Tiberius Claudius Balbilus Préfet d'Égypte de 55 à 59 | Tiberius Claudius Balbilus Préfet d'Égypte de 55 à 59 | Tiberius Claudius Balbilus Préfet d'Égypte de 55 à 59 | Tiberius Claudius Balbilus Préfet d'Égypte de 55 à 59 |  |  | Claudia Thrasylla                              | Claudia Thrasylla                              | Claudia Thrasylla                              | Claudia Thrasylla                              | Claudia Thrasylla                              | Claudia Thrasylla                              |                              |                              |
|  |  |  |  | Iotape de Commagène            | Iotape de Commagène            | Iotape de Commagène            | Iotape de Commagène            | Iotape de Commagène                         | Iotape de Commagène                         |                                             |                                             | Antiochos IV de Commagène roi de 38 à 72                       | Antiochos IV de Commagène roi de 38 à 72                       | Antiochos IV de Commagène roi de 38 à 72                       | Antiochos IV de Commagène roi de 38 à 72                       | Antiochos IV de Commagène roi de 38 à 72                       | Antiochos IV de Commagène roi de 38 à 72                       |  |  | Capitolina ? | Capitolina ? | Capitolina ? | Capitolina ? | Capitolina ?                                 | Capitolina ?                                 |                                              |                                              | Tiberius Claudius Balbilus Préfet d'Égypte de 55 à 59 | Tiberius Claudius Balbilus Préfet d'Égypte de 55 à 59 | Tiberius Claudius Balbilus Préfet d'Égypte de 55 à 59 | Tiberius Claudius Balbilus Préfet d'Égypte de 55 à 59 | Tiberius Claudius Balbilus Préfet d'Égypte de 55 à 59 | Tiberius Claudius Balbilus Préfet d'Égypte de 55 à 59 |  |  | Claudia Thrasylla                              | Claudia Thrasylla                              | Claudia Thrasylla                              | Claudia Thrasylla                              | Claudia Thrasylla                              | Claudia Thrasylla                              |                              |                              |
|  |  |  |  |                                |                                |                                |                                |                                             |                                             |                                             |                                             |                                                                |                                                                |                                                                |                                                                |                                                                |                                                                |  |  |              |              |              |              |                                              |                                              |                                              |                                              |                                                       |                                                       |                                                       |                                                       |                                                       |                                                       |  |  |                                                |                                                |                                                |                                                |                                                |                                                |                              |                              |
|  |  |  |  |                                |                                |                                |                                |                                             |                                             |                                             |                                             |                                                                |                                                                |                                                                |                                                                |                                                                |                                                                |  |  |              |              |              |              |                                              |                                              |                                              |                                              |                                                       |                                                       |                                                       |                                                       |                                                       |                                                       |  |  |                                                |                                                |                                                |                                                |                                                |                                                |                              |                              |
|  |  |  |  | Callinicus prince de Commagène | Callinicus prince de Commagène | Callinicus prince de Commagène | Callinicus prince de Commagène | Callinicus prince de Commagène              | Callinicus prince de Commagène              |                                             |                                             | Caius Iulius Archelaus Antiochus Epiphanes prince de Commagène | Caius Iulius Archelaus Antiochus Epiphanes prince de Commagène | Caius Iulius Archelaus Antiochus Epiphanes prince de Commagène | Caius Iulius Archelaus Antiochus Epiphanes prince de Commagène | Caius Iulius Archelaus Antiochus Epiphanes prince de Commagène | Caius Iulius Archelaus Antiochus Epiphanes prince de Commagène |  |  |              |              |              |              | Claudia Capitolina                           | Claudia Capitolina                           | Claudia Capitolina                           | Claudia Capitolina                           | Claudia Capitolina                                    | Claudia Capitolina                                    |                                                       |                                                       |                                                       |                                                       |  |  | Marcus Iunius Rufus Préfet d'Égypte de 94 à 98 | Marcus Iunius Rufus Préfet d'Égypte de 94 à 98 | Marcus Iunius Rufus Préfet d'Égypte de 94 à 98 | Marcus Iunius Rufus Préfet d'Égypte de 94 à 98 | Marcus Iunius Rufus Préfet d'Égypte de 94 à 98 | Marcus Iunius Rufus Préfet d'Égypte de 94 à 98 |                              |                              |
|  |  |  |  | Callinicus prince de Commagène | Callinicus prince de Commagène | Callinicus prince de Commagène | Callinicus prince de Commagène | Callinicus prince de Commagène              | Callinicus prince de Commagène              |                                             |                                             | Caius Iulius Archelaus Antiochus Epiphanes prince de Commagène | Caius Iulius Archelaus Antiochus Epiphanes prince de Commagène | Caius Iulius Archelaus Antiochus Epiphanes prince de Commagène | Caius Iulius Archelaus Antiochus Epiphanes prince de Commagène | Caius Iulius Archelaus Antiochus Epiphanes prince de Commagène | Caius Iulius Archelaus Antiochus Epiphanes prince de Commagène |  |  |              |              |              |              | Claudia Capitolina                           | Claudia Capitolina                           | Claudia Capitolina                           | Claudia Capitolina                           | Claudia Capitolina                                    | Claudia Capitolina                                    |                                                       |                                                       |                                                       |                                                       |  |  | Marcus Iunius Rufus Préfet d'Égypte de 94 à 98 | Marcus Iunius Rufus Préfet d'Égypte de 94 à 98 | Marcus Iunius Rufus Préfet d'Égypte de 94 à 98 | Marcus Iunius Rufus Préfet d'Égypte de 94 à 98 | Marcus Iunius Rufus Préfet d'Égypte de 94 à 98 | Marcus Iunius Rufus Préfet d'Égypte de 94 à 98 |                              |                              |
|  |  |  |  |                                |                                |                                |                                |                                             |                                             |                                             |                                             |                                                                |                                                                |                                                                |                                                                |                                                                |                                                                |  |  |              |              |              |              |                                              |                                              |                                              |                                              |                                                       |                                                       |                                                       |                                                       |                                                       |                                                       |  |  |                                                |                                                |                                                |                                                |                                                |                                                |                              |                              |
|  |  |  |  |                                |                                |                                |                                |                                             |                                             |                                             |                                             |                                                                |                                                                |                                                                |                                                                |                                                                |                                                                |  |  |              |              |              |              |                                              |                                              |                                              |                                              |                                                       |                                                       |                                                       |                                                       |                                                       |                                                       |  |  |                                                |                                                |                                                |                                                |                                                |                                                |                              |                              |
|  |  |  |  |                                |                                |                                |                                |                                             |                                             |                                             |                                             | Julia Balbilla                                                 | Julia Balbilla                                                 | Julia Balbilla                                                 | Julia Balbilla                                                 | Julia Balbilla                                                 | Julia Balbilla                                                 |  |  |              |              |              |              | Caius Iulius Antiochus Epiphanes Philopappus | Caius Iulius Antiochus Epiphanes Philopappus | Caius Iulius Antiochus Epiphanes Philopappus | Caius Iulius Antiochus Epiphanes Philopappus | Caius Iulius Antiochus Epiphanes Philopappus          | Caius Iulius Antiochus Epiphanes Philopappus          |                                                       |                                                       |                                                       |                                                       |  |  |                                                |                                                |                                                |                                                |                                                |                                                |                              |                              |

- Ascendance et connexion avec la dynastie des princes de Commagène de l'époque des Julio-Claudiens aux Antonins. Arbre non exhaustif.